# Vaselina (fútbol)
La vaselina, emboquillada, palanca, sombrero, picadita, clareada, globito, charro, cuchara o pique es, en el ámbito del fútbol, una técnica de disparo suave y a la vez no tan despacio en el contexto de la longitud con trayectoria muy curva, con un ángulo que sea lo estrictamente necesario para hacer volar el balón por encima de uno o varios jugadores contrarios o sobre el portero y convertir un gol.
Los goles realizados haciendo que el balón suba por encima del portero y baje antes de entrar a portería son muy elegantes. Este tipo de regate fue popularizado por el brasileño Pelé durante toda su carrera, siendo probablemente el más famoso el que realizó y terminó en gol en la final de la Copa Mundial de Fútbol de 1958, en Suecia. Posteriormente, el futbolista neerlandés Dennis Bergkamp perfeccionó este método, y es también característico de los brasileños Romário y Ronaldinho, de los argentinos Lionel Messi y Ariel Ortega, del paraguayo Ricardo Ismael Rojas, del uruguayo Sebastián Abreu, del colombiano Radamel Falcao García, del español Raúl, y de los italianos Alessandro Del Piero, Roberto Baggio y Francesco Totti.
Una variante del tiro es la cuchara o cucharita, en la que el jugador arrastra el balón con el pie en vez de darle un golpe seco y la pasa por encima del portero.